# 蓮花駅 (マカオ)
蓮花駅（れんかえき）は、中華人民共和国マカオ特別行政区コタイに位置するマカオLRT横琴線およびタイパ線の駅。

## 歴史
- 2019年12月10日：タイパ線の開通により開業。当初の駅名は「蓮花口岸駅」であった[1]。
- 2023年8月11日：現在の駅名に改称する[2]。
- 2024年12月2日：横琴線が正式開業[3]。

## 隣の駅
マカオLRT
■ タイパ線
コタイ西駅 - 蓮花駅 - 協和医院駅
■横琴線
蓮花駅 - 横琴駅